# Угорська кухня

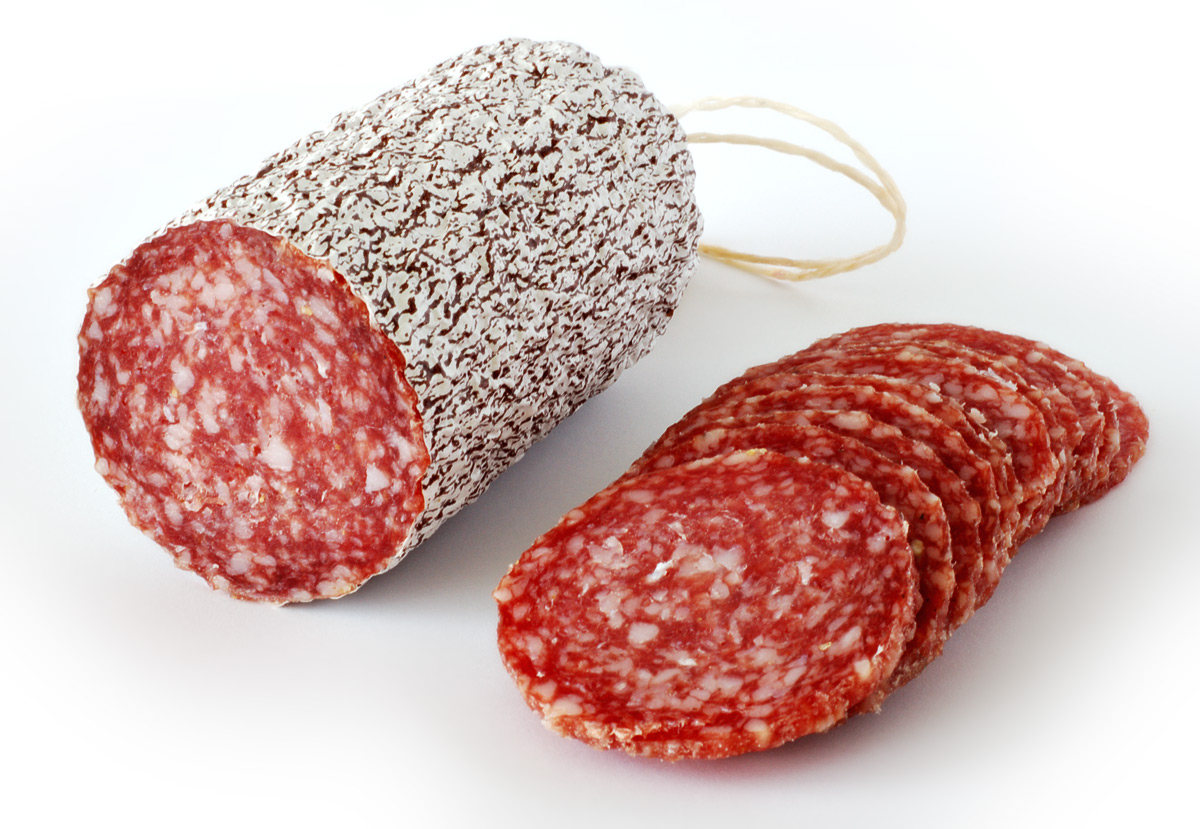
Угорське салямі

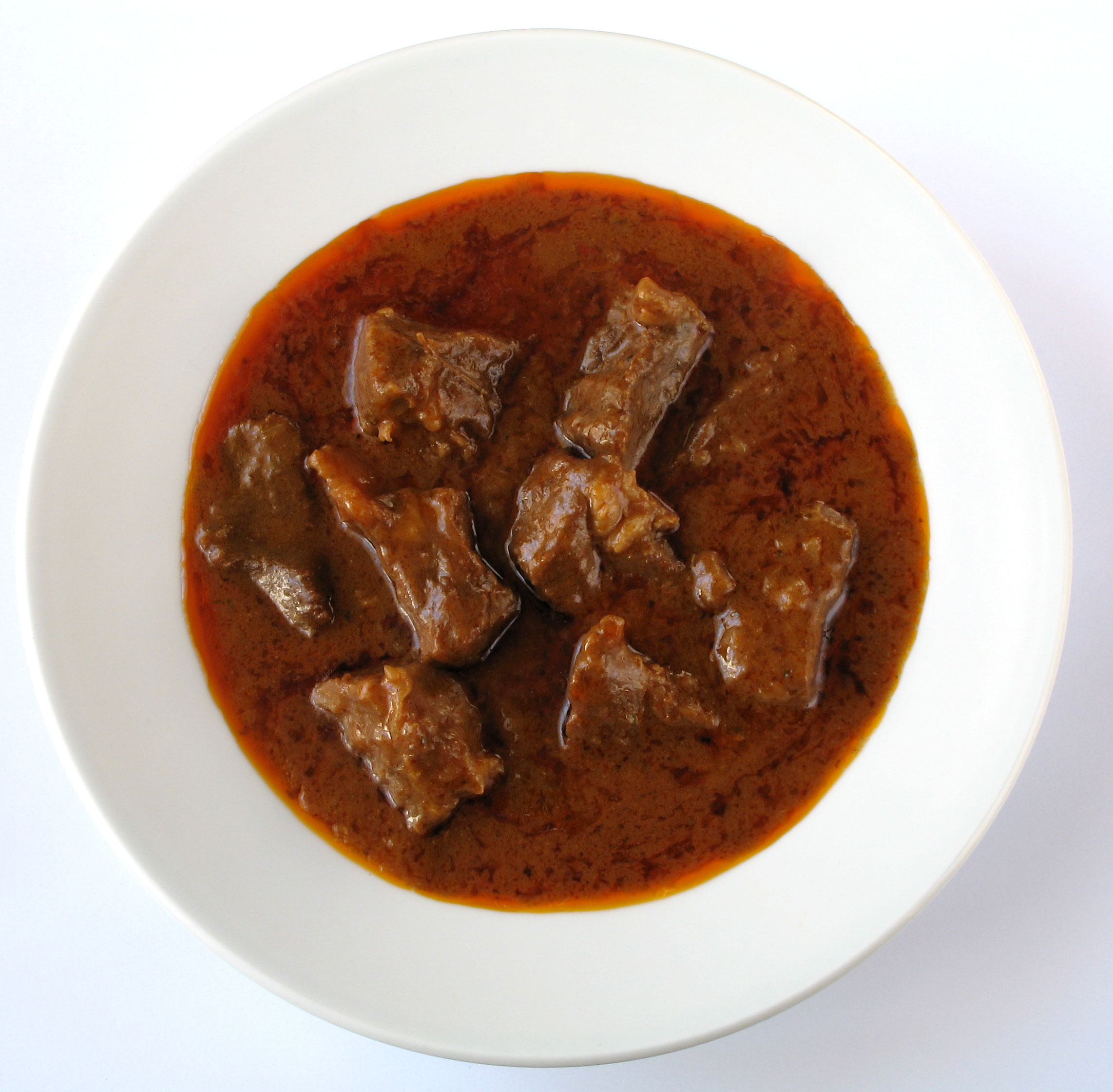
Тарілка гуляшу

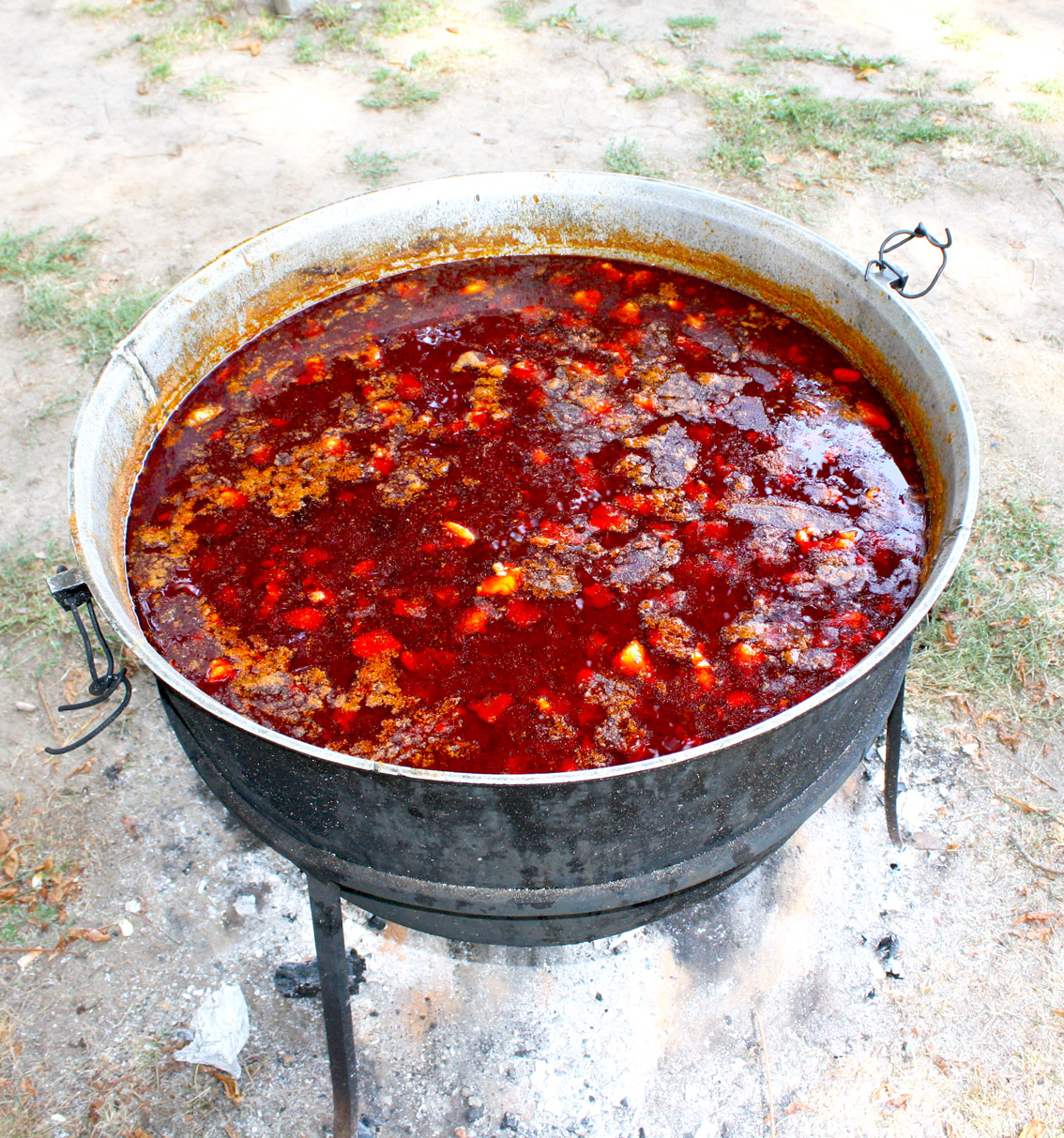
Боб-гуляш

Угорська кухня (угор. Magyar konyhaművészet) — характеризується стравами, які приготовлені з використанням червоного перцю, помідорів і стручкового перцю (знаменитий угорський гуляш, курячий паприкаш з галушками і голубці). А ще — цибулі. Найвідоміший сорт цибулі — «мако» — вирощують в околицях Калуча, що у південній частині Угорщини. З м'яса традиційно використовують свинину. Проте, з часом стали більше вживати рибу, курей — продукти, в яких менше холестерину.
Майже в усіх національних стравах провідну роль відведено паприці — наприклад, гуляш (щось середнє між густим супом і м'ясним рагу), перекельт (рагу, у якому переважає кришена цибуля), токань (страва, схожа на перекельт) і паприкаш (паприкашем називають усі страви зі сметанним соусом і паприкою), м'ясні супи з свинини.
Традиційний угорський рибний суп халасле (halászlé), назва якого походить від угорського «hal» – риба (або «halász» – рибалка ) і угорського «lé» – бульйон. Ця страва має велику кількість місцевих варіантів приготування. Головне в приготуванні - якісний рибний бульйон, який варять із голови, плавників і шкіри коропа. Суп халасле також готують із рибного асорті – короп, щука, сом, судак, що робить його ще смачнішим. Приготування халасле базується на рецепті, взятому з «Малої угорської книги кухара» Карол Гунделя (Károly Gundel) і вважається класичним рецептом в Угорщині і Закарпатті.
До створення і опису страв угорської національної кухні активно долучився Каролі Гундель —  відомий угорський кухар і підприємець.

## Овочі
Національна пряність угорців — паприка — завезена турками, поширення отримала лише сторіччя тому. Вирощують паприку в південних районах Угорщини. Зелені й жовті недозрілі стручки перцю йдуть на різноманітні салати і гарніри, а доспілі червоні перчики перемелюються і стають приправою. Угорська паприка має з десяток офіційно визнаних відтінків смаку. Вона буває рожевою, солодкою, вогняною, пікантною…
У сучасній угорській кухні зустрічаються страви, що характеризуються широкою гармонією: фарширована капуста, різні фезелеки, печені.
Оригінальна угорська страва з овочів — капусти, картоплі, квасолі, сочевиці — називається фезелек. Овочі ріжуть на дрібні шматочки, тушкують у невеликій кількості води. Після чого для досягнення необхідної консистенції в них додають борошняну пасеровку зі сметаною або тертою картоплею.
Угорська кулінарія включає специфіку приготування різних її регіонів. Голубці зі східного регіону Угорщини готують солодкими, капустяне листя не маринують. У фарш, крім рису, додають копчене м'ясо і сало. У той час, як на півночі ж Угорщини капусту ріжуть на шматочки, маринують і роблять кульки з рису з копченим салом або м'ясом і спеціями. У цьому регіоні традиційно готують зупу з квасолі з копченим м'ясом. З помідорів і перцю угорці придумали чудову страву — лечо.

## Випічка
У кінці серпня угорці відзначають свято нового хліба. З борошна нового врожаю печуть хліб. З білого борошна печуть прісні й солоні кіфлі. Традиція пекти хліб у власних домівках збереглася у селах й досі.
Перебування Угорщини під владою Австрії принесло країні одну безперечну вигоду: угорці навчилися робити чудові кондитерські вироби. З числа борошняних страв популярні локшина із сиром, рулет (з вишнями, сиром, маком), а також галушки шомлої і варгабелеш. Угорці розуміються на чудових шоколадних тістечках, монументальних тортах. Часто вони носять жіночі імена — як правило, на честь тих кулінарів, які їх вигадали.
Серед солодощів відомі кекси-«грибки» (угор. gomba süti), які також були запозичені українсько-закарпатською кухнею під назвою ґомбовці.

## Вина
Виноробство — важлива галузь угорського сільського господарства. Всесвітньо відомим угорським вином і королем угорських вин з XVIII століття стало вино Токай, вироблюване в області Токай. Необхідно відзначити, що історія виноробства в Угорщині нараховує близько 2000 років. У різні часи угорська виноробна культура випробовувала на собі італійський, іспанський та французький вплив. Згідно із законодавством цієї країни, виділяють 22 виноробних регіони, найвідомішими з яких вважаються Балатон, Егер, Сексард, Віллань-Шиклош, Токай-Хедьайя, Шомло. Угорці культивують не тільки «міжнародні» сорти винограду, але й споконвічно угорські, такі як Кекфранкош та Токайський Фурмінт.
Однак серед червоних вин безсумнівно варто спробувати «Сексарді Бікавер», червоне сухе вино з регіону Сексард, назва якого перекладається, як «бичача кров». Вино виготовлене з чотирьох сортів винограду (Мерло, Кекфранкош, Каберне Совіньйон, Цвайгельт).

## Галерея

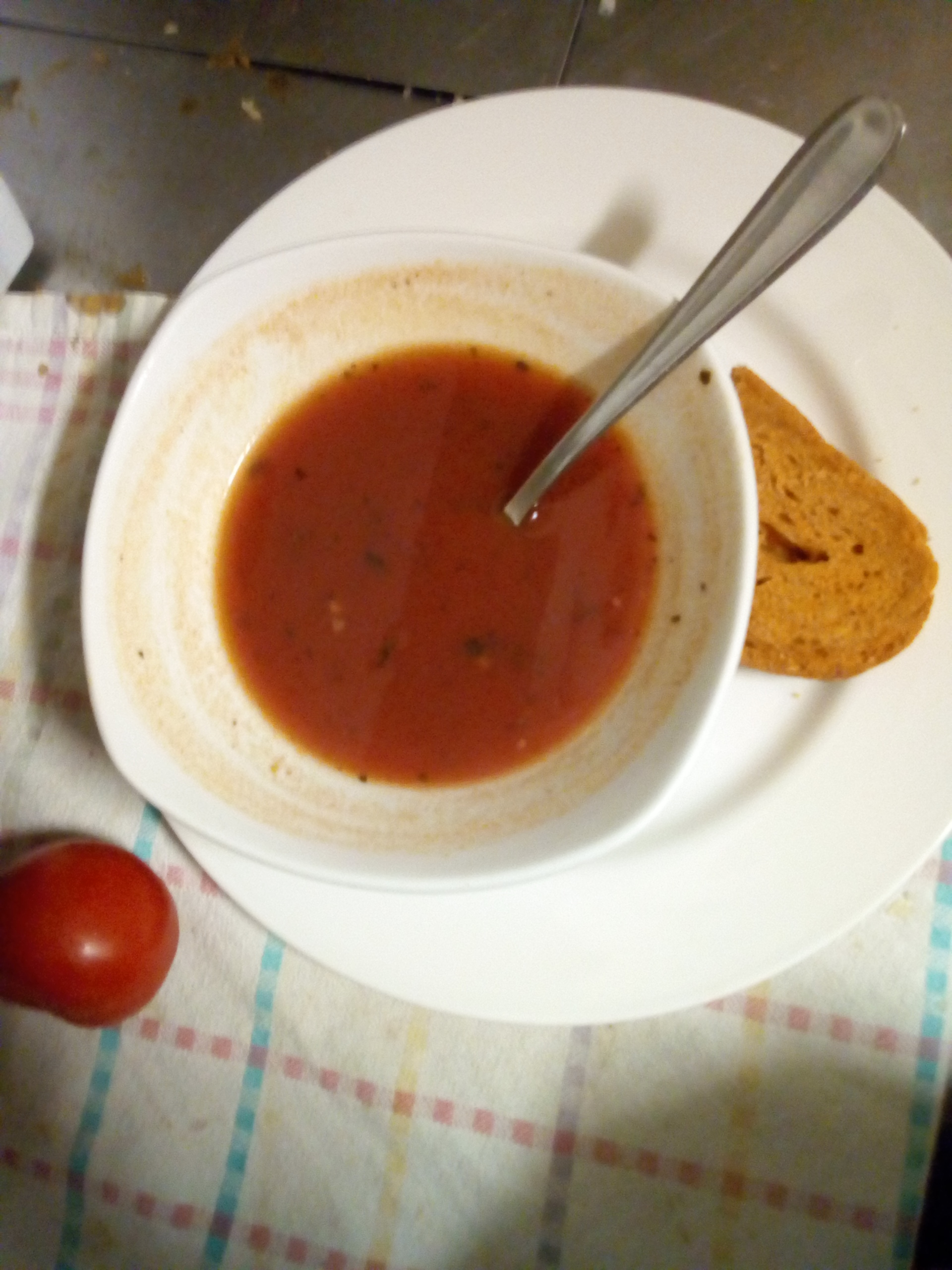
Томатний суп із помаранчевим хлібом (хлібу надає такий колір паприка)
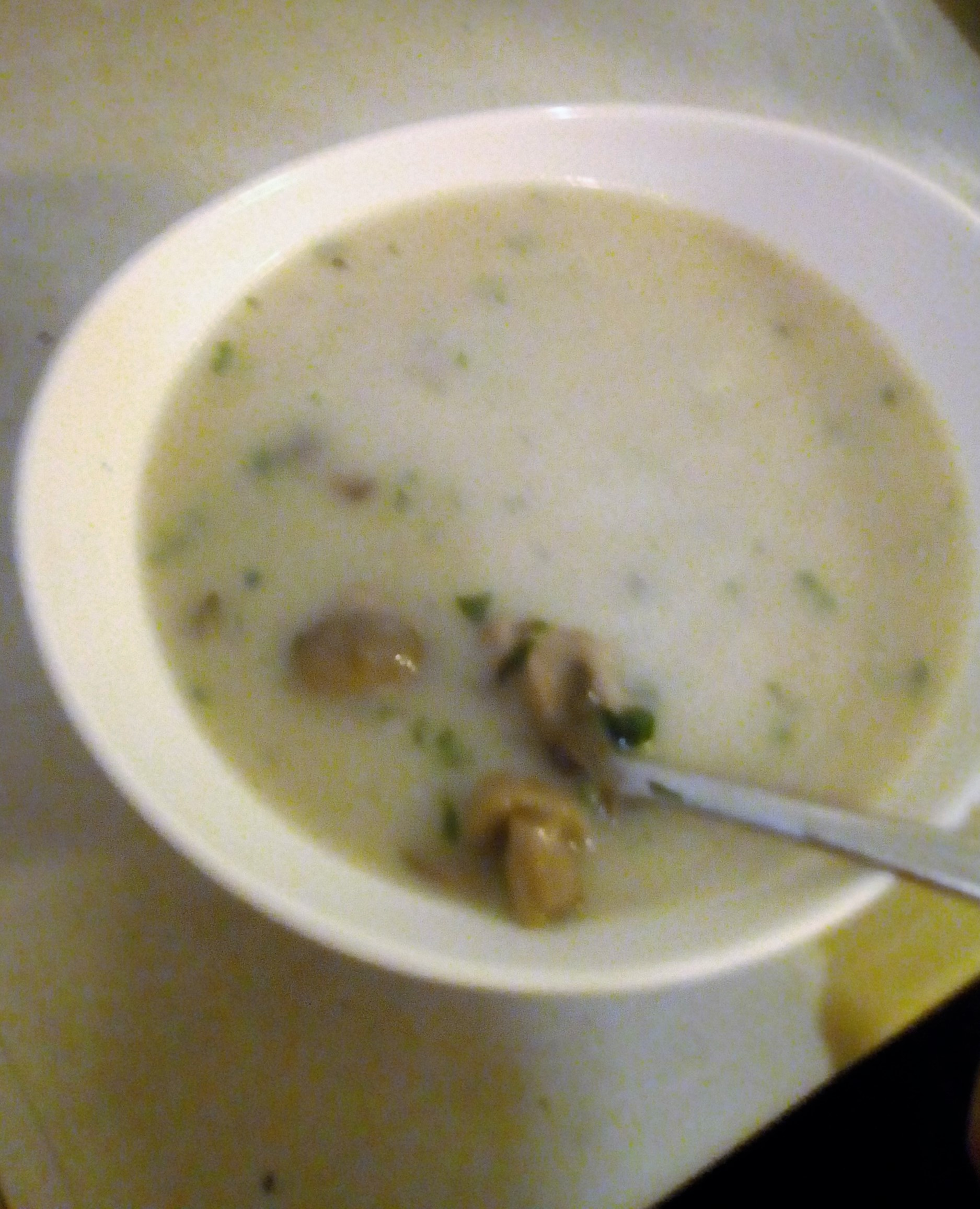
Грибний суп
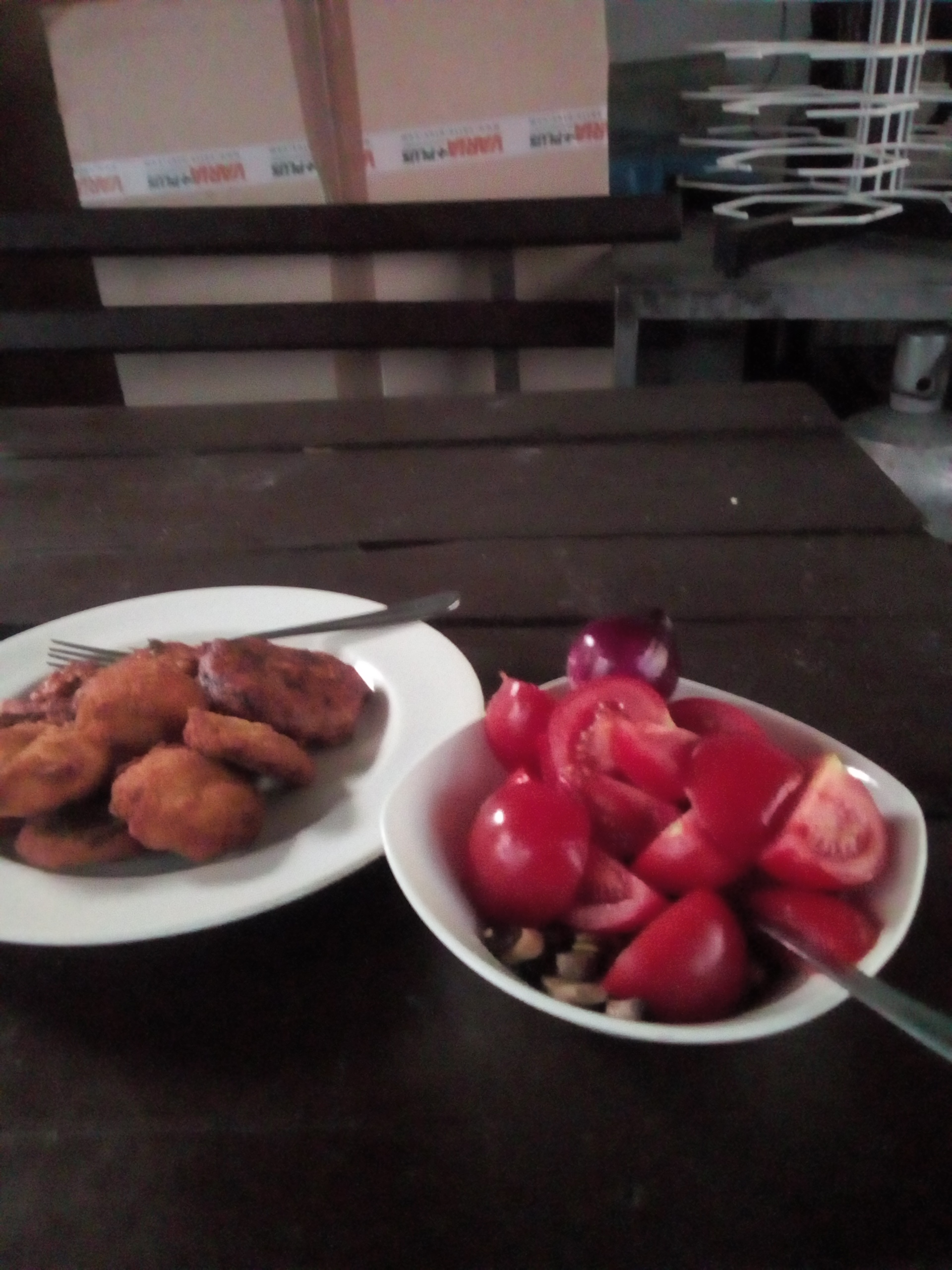
Смажений сир
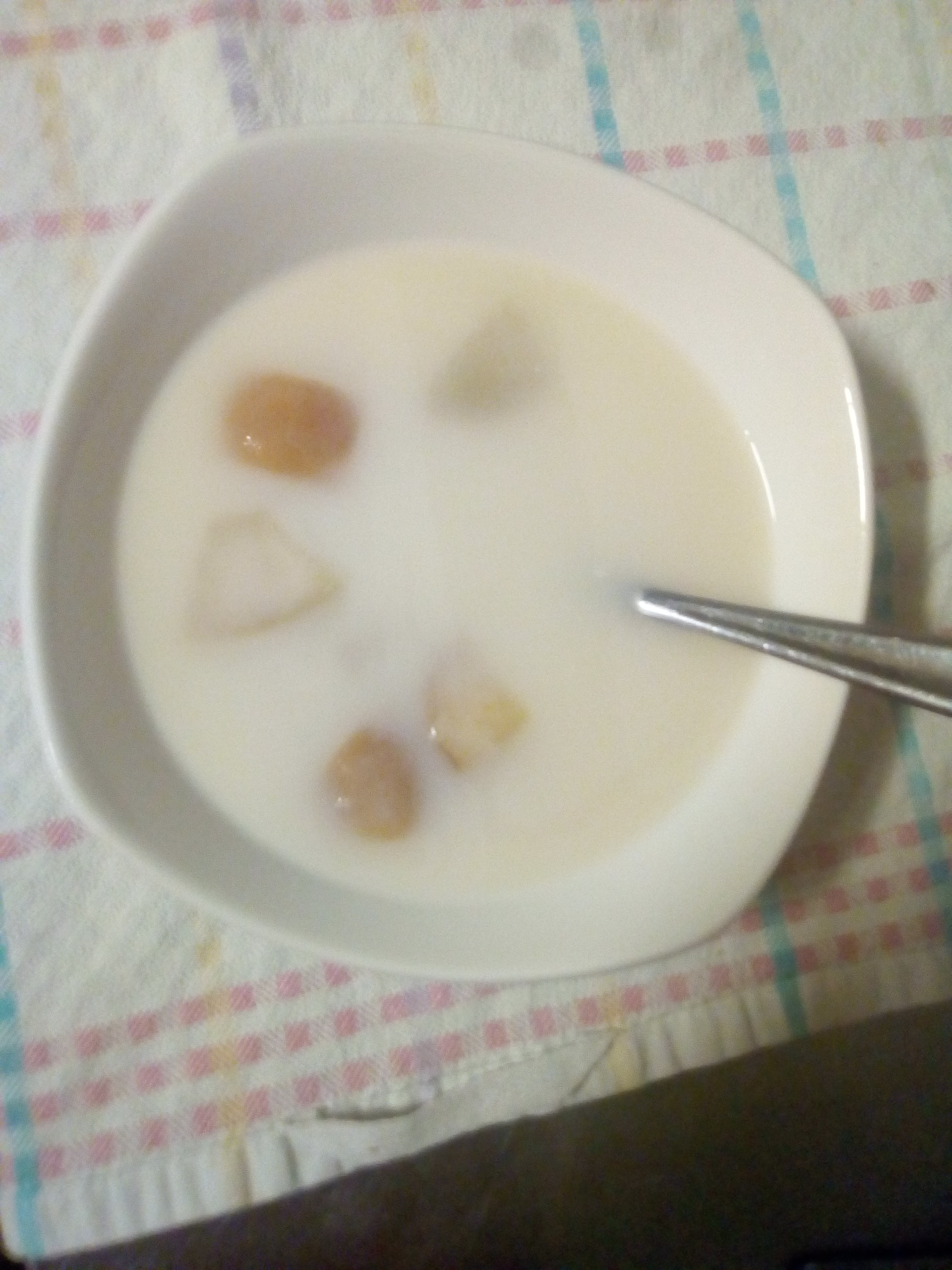
Суп із яблук